# Blosseville
Blosseville é uma comuna francesa na região administrativa da Normandia, no departamento de Sena Marítimo. Estende-se por uma área de 7 km². Em 2010 a comuna tinha 267 habitantes (densidade: 38,1 hab./km²).